# Port lotniczy Kajaani
Port lotniczy Kajaani (IATA: KAJ, ICAO: EFKI) – port lotniczy położony 8 km na północ od Kajaani, w Finlandii.

## Linie lotnicze i połączenia
| Linia Lotnicza | Kierunek    |
| -------------- | ----------- |
| Finnair        | 1. Helsinki |